# Pogonarthria
Pogonarthria là một chi thực vật có hoa trong họ Hòa thảo (Poaceae).

## Loài
Chi Pogonarthria gồm các loài:
- Pogonarthria fleckii (Hack.) Hack. - Angola, Mozambique, Zambia, Zimbabwe, Botswana, Namibia
- Pogonarthria leiarthra Hack. - Namibia
- Pogonarthria refracta Launert  - Zambia
- Pogonarthria squarrosa (Roem. & Schult.) Pilg.[2][3]